# L-701,324
L-701,324 je antagonist NMDA receptora.